# Lipocarpha prieuriana
Lipocarpha prieuriana är en halvgräsart som beskrevs av Ernst Gottlieb von Steudel. Lipocarpha prieuriana ingår i släktet Lipocarpha och familjen halvgräs. Inga underarter finns listade i Catalogue of Life.